# SanDisk
SanDisk Corporation é uma empresa multinacional norte-americana que fabrica e comercializa produtos de armazenamento de memória: cartões de memória e pen-drives. A empresa foi fundada em 1988 por Eli Harari e Sanjay Mehrotra, um especialista em tecnologia de memória não volátil, e tornou-se uma empresa transa(c)cionada no NASDAQ em Novembro de 1995. A SanDisk produz diferentes tipos de memória flash, incluindo cartões de memória e diferentes dispositivos USB, como drives removíveis.

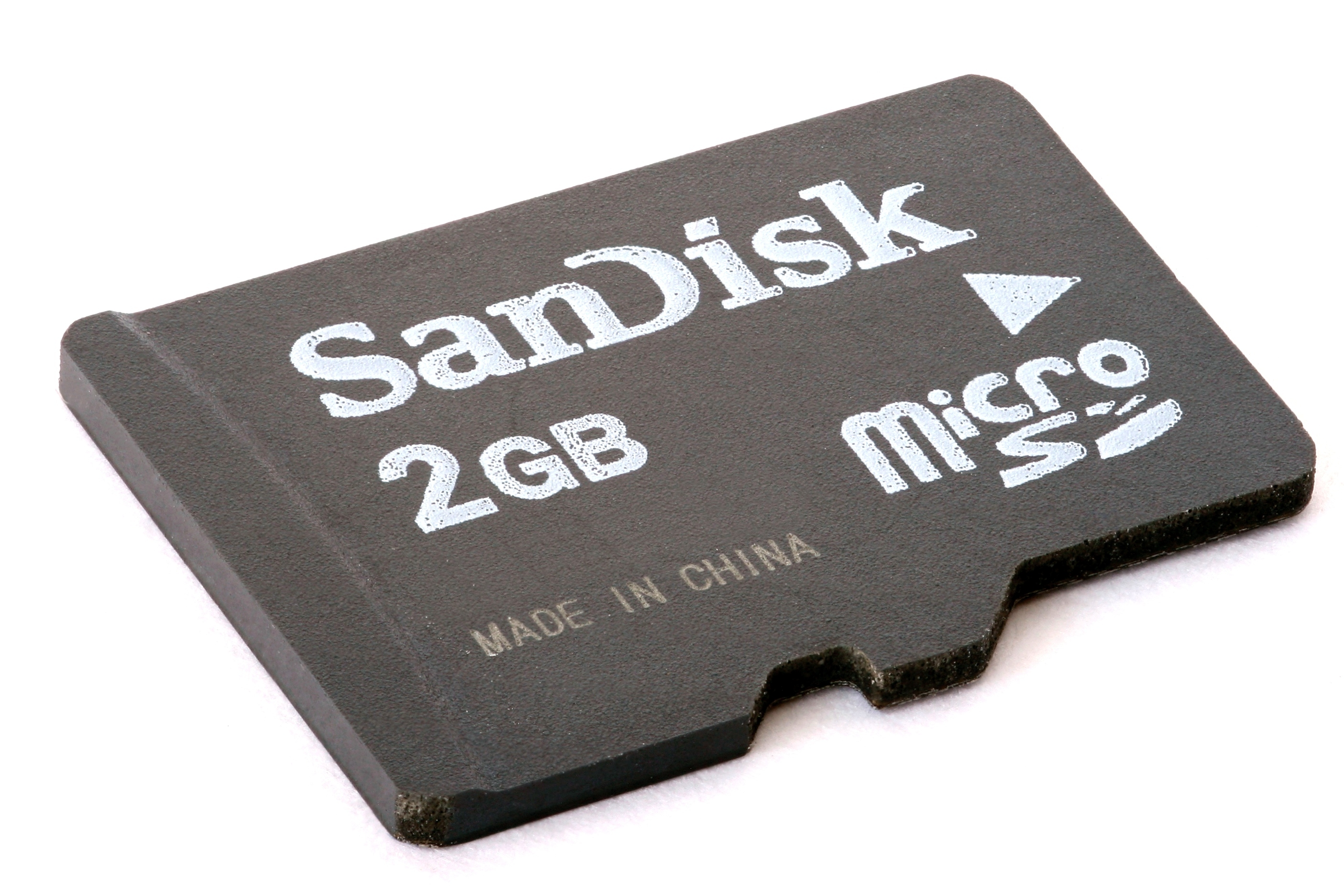
Cartão MicroSD da SanDisk.

A companhia tem a sua sede em Milpitas, Califórnia, com escritórios e fábricas espalhadas por todo o mundo. Na Europa há uma fábrica em Dublin, Irlanda.
Em 2015, a SanDisk foi adquirida pela empresa fabricante de HDs Western Digital.